# Малюк (бомба)
Малюк (англ. Little Boy) — ядерна бомба, скинута на японське місто Хіросіма 6 серпня 1945 року з американського бомбардувальника B-29 «Енола Ґей», пілотованого полковником армії США Полом Тіббетсом. Перша у світі ядерна зброя, використана за прямим призначенням.
Бомба розроблялася на основі фінансованого урядом США таємного «Мангеттенського проєкту» впродовж Другої світової війни і містила близько 64 кг збагаченого урану, який на 80% складався з урану 235. Внаслідок ядерної реакції близько 600 міліграмів цієї речовини перетворилося на енергію, еквівалентну вибуху близько 15 кілотонн тротилу, що вбила близько 140 тисяч мешканців Хіросіми.
За три дні після вибуху «Малюка» другу бомбу під назвою «Товстун» з плутонієвим зарядом було скинуто на інше японське місто — Наґасакі. Хоч «Малюк» був менш потужним, ніж «Товстун» , скинутий на Нагасакі , але пошкодження та кількість жертв у Хіросімі були набагато вищими, оскільки Хіросіма була на рівнинній місцевості, а гіпоцентр Нагасакі лежав у невеликій долині[джерело?].